# Ситрус (округ)
Ситрус, или Си́трес (англ. Citrus county), — округ штата Флорида Соединённых Штатов Америки. На 2000 год в нем проживало 118 085. По оценке бюро переписи населения США в 2006 году население округа составляло 138 143 человека. Окружным центром является город Инвернесс. Более 90 % населения округа проживает вне единственных двух инкорпорированных городов: Инвернесс и Кристал-Ривер.
Округ Ситрус также называют «Маленьким гигантом», что отражено даже на официальной печати округа. Округ находится в географическом центре Флориды.
На территории округа расположена АЭС Кристал Ривер.

## История
Первые поселения на территории округа Ситрус датируются примерно 500 годом до н. э. Одно из довольно крупных поселений этого периода сейчас представляет археологическую площадку Кристал Ривер. Поселение существовало на протяжении почти 2000 лет, но около 1400 года н. э. было покинуто по ныне неизвестным причинам.
Округ Ситрус был сформирован в 1887 году, отделившись от округа Хернандо. Своим названием он обязан растущим здесь цитрусовым деревьям (citrus на англ. — цитрус). Тем не менее производство цитрусовых значительно сократилось после «больших заморозков» зимы 1894-1895 годов. Сейчас цитрусовые деревья выращивают лишь на одной крупной ферме — Роще Беллами. Кроме того, их выращивают некоторые люди на частных участках.
Первоначально окружной центр Ситруса располагался в Мансфилде, однако затем он был перенесен в город Инвернесс. В настоящее время от Мэннсфилда остались лишь одна улица и пруд.